# Список департаментів провінції Ентре-Ріос
Провінція Ентре-Ріос поділяється на 17 територіальних одиниць, які називаються департаментами (ісп. departamentos). Департаменти є територіальними одиницями, але не адміністративними, оскільки не мають жодного органу управління чи уряду. Водночас на рівні департаментів існують управління поліції, освіти тощо. Також цей поділ використовується під час виборів Сенату провінції.

## Список
| Департамент       | Адміністративний центр   | Рік створення | Населення (2010) | Населення (2022) | Площа (км²) | Мапа |
| ----------------- | ------------------------ | ------------- | ---------------- | ---------------- | ----------- | ---- |
| Колон             | Колон                    | 1869          | 61 488           | 75 305           | 2893        |      |
| Конкордія         | Конкордія                | 1849          | 169 459          | 198 802          | 3357        |      |
| Діаманте          | Діаманте                 | 1849          | 46 117           | 53 595           | 2774        |      |
| Федерасьйон       | Федерасьйон              | 1887          | 68 706           | 78 691           | 3760        |      |
| Федераль          | Федераль                 | 1972          | 25 928           | 29 667           | 5060        |      |
| Фелісіано         | Сан-Хосе-де-Фелісіано    | 1887          | 15 150           | 16 803           | 3143        |      |
| Гвалегвай         | Гвалегвай                | 1849          | 51 756           | 57 303           | 7178        |      |
| Гвалегвайчу       | Гвалегвайчу              | 1849          | 108 937          | 126 147          | 7086        |      |
| Іслас-дель-Ібікуй | Вілья-Паранасіто         | 1984          | 12 075           | 14 000           | 4500        |      |
| Ла-Пас            | Ла-Пас                   | 1849          | 66 988           | 75 407           | 6500        |      |
| Ногоя             | Ногоя                    | 1849          | 39 078           | 43 195           | 4282        |      |
| Парана            | Парана                   | 1821          | 340 861          | 391 696          | 4974        |      |
| Сан-Сальвадор     | Сан-Сальвадор            | 1995          | 17 309           | 20 854           | 1275        |      |
| Тала              | Росаріо-дель-Тала        | 1849          | 26 198           | 31 309           | 2663        |      |
| Уругвай           | Консепсьйон-дель-Уругвай | 1821          | 100 854          | 116 356          | 5855        |      |
| Вікторія          | Вікторія                 | 1849          | 35 951           | 40 652           | 6822        |      |
| Вільягвай         | Вільягвай                | 1849          | 49 445           | 55 796           | 6654        |      |